# 畑山隆貴
畑山 隆貴（はたやま りゅうき、2001年9月17日 - ）は、北海道釧路市出身のプロアイスホッケー選手。ポジションはディフェンス。アジアリーグアイスホッケーの横浜GRITSに所属。

## 経歴
中央大学在籍中となる2024年1月10日にアジアリーグアイスホッケーの横浜GRITSに入団した。1月20日のHLアニャン戦でプロデビューを果たした。オフの2024年5月28日にGRITSと契約を継続した。
2024-2025シーズンはオフの2025年5月2日にGRITSと契約を継続した。

## 人物
8歳に時に父親がアイスホッケーをしていた影響でアイスホッケーを始めた。しかし、その父が怖く、小学生の時は父親のことを考えただけ嘔吐していた。ある時には対戦相手の選手の足に嘔吐したこともあり、チームメイトとリンクを掃除したこともある。
中央大学で先輩だった権平優斗、米山幸希は中学校でもチームメイトだった。
体も弱く、よく保健室に通っていた。
趣味は温泉に行くこと。